# Saint-Denis-le-Gast
Saint-Denis-le-Gast is een gemeente in het Franse departement Manche (regio Normandië) en telt 488 inwoners (1999). De plaats maakt deel uit van het arrondissement Coutances.

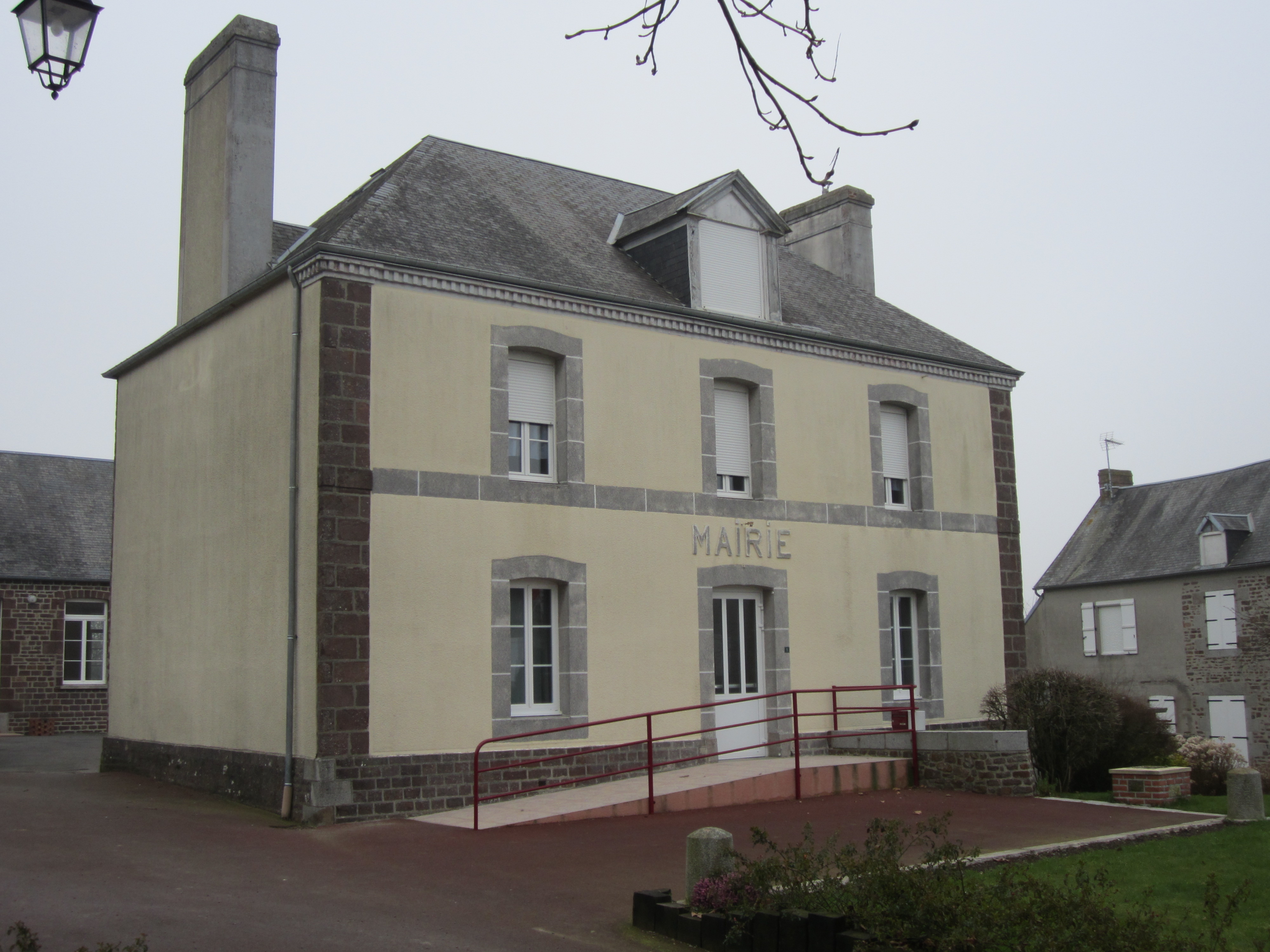
Gemeentehuis
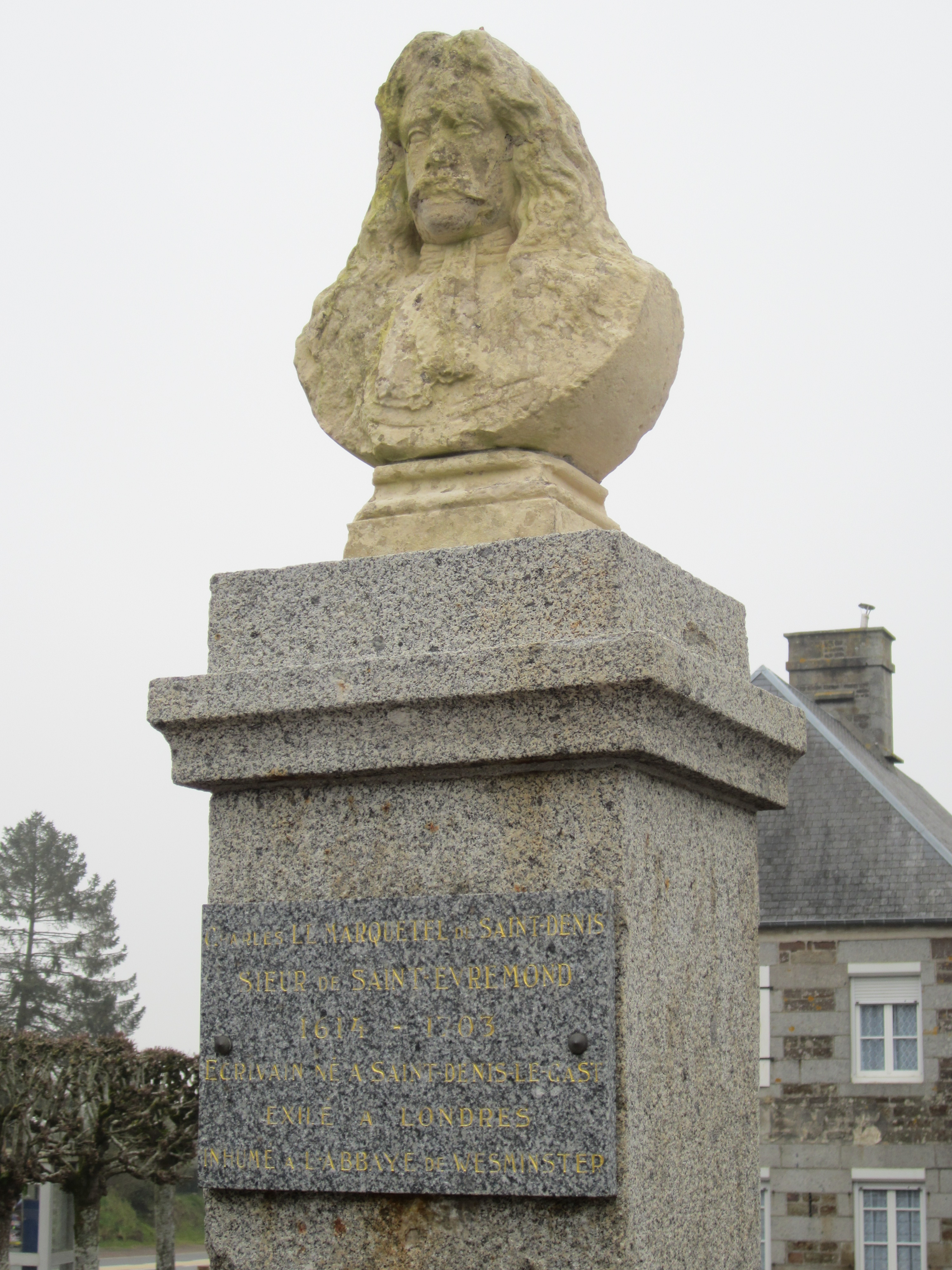
Buste van Charles de Saint-Évremond in Saint-Denis-le-Gast
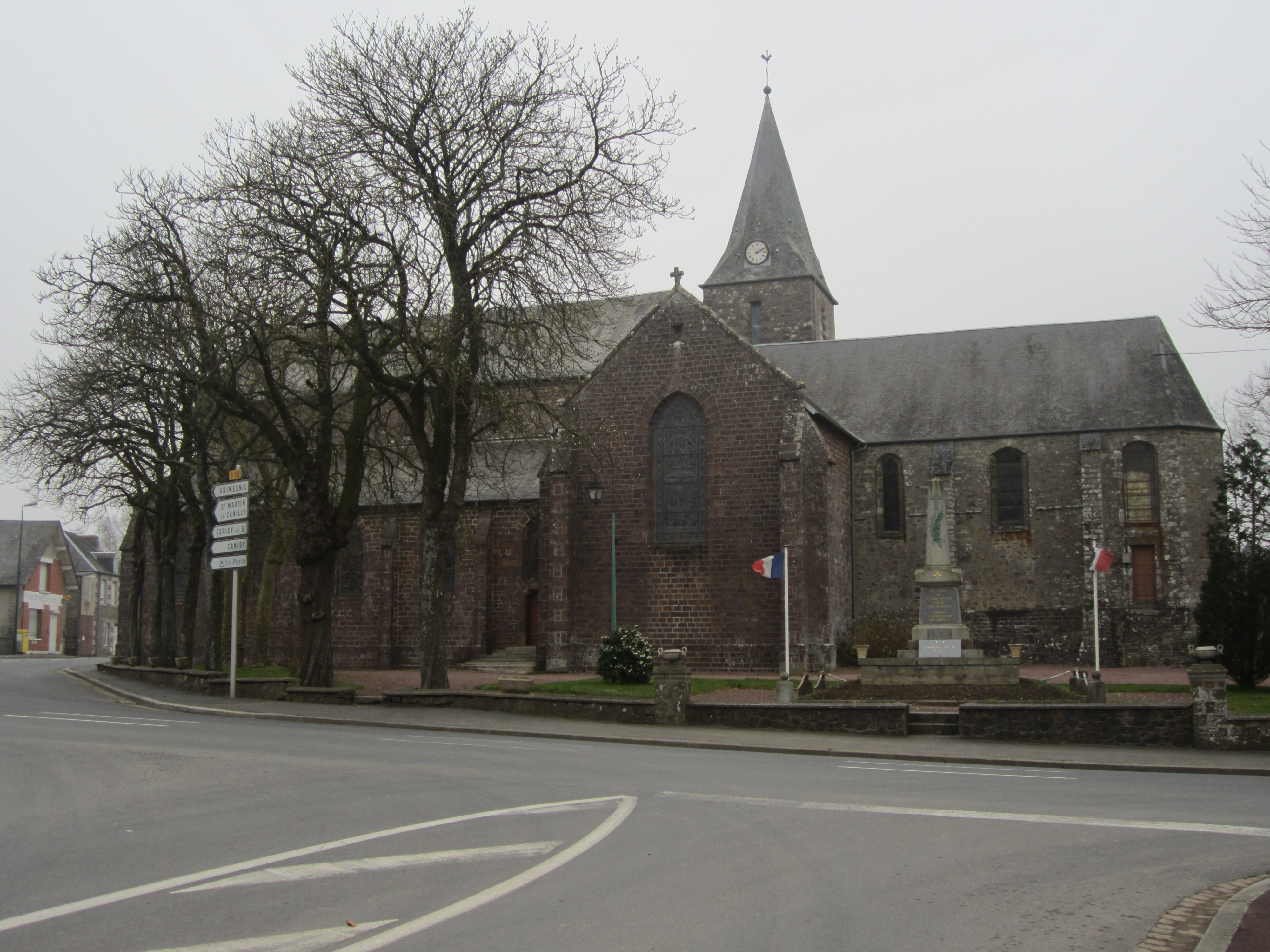
Kerk van Saint-Denis-le-Gast

## Geografie
De oppervlakte van Saint-Denis-le-Gast bedraagt 16,5 km², de bevolkingsdichtheid is 29,6 inwoners per km².
De onderstaande kaart toont de ligging van Saint-Denis-le-Gast met de belangrijkste infrastructuur en aangrenzende gemeenten.

## Demografie
Onderstaande figuur toont het verloop van het inwonertal (bron: INSEE-tellingen).

1. ↑  Populations de référence 2022.